# کالین کوپراتویت
کالین کوپراتویت (انگلیسی: Colin Cowperthwaite؛ زادهٔ ۱۶ آوریل ۱۹۵۹) بازیکن فوتبال اهل بریتانیا است.
از باشگاه‌هایی که در آن بازی کرده‌است می‌توان به باشگاه فوتبال بارو اشاره کرد.